# Uber Eats

Logo do app.

Uber Eats é uma plataforma de entrega de refeições e alimentos online. O Uber Eats fazia originalmente parte do serviço de motorista do Uber, mas depois se tornou um aplicativo e um serviço autônomo. É uma das primeiras extensões de produto da Uber Technologies Inc., a plataforma de tecnologia que conecta motoristas e passageiros, e usa a rede existente para fornecer refeições em minutos. O serviço faz parceria com restaurantes locais em cidades selecionadas em todo o mundo e permite que os clientes encomendem comida usando um aplicativo para smartphone.